# Willy Van Rompaey
Willy Van Rompaey (Belgium, Antwerpen, 1911. március 24. – ?) belga jégkorongozó és vitorlázó olimpikon.
Az 1930-as jégkorong-világbajnokságon játszott a belga válogatottban. A belgák 4–1-es vereséget szenvedtek a franciák ellen és az első körben a nyolcaddöntőben kiestek.
Az 1933-as jégkorong-világbajnokságon játszott utoljára a válogatottban. A 12. helyen végeztek, vagyis utolsók lettek. Ő mind a három mérkőzésen játszott.